# Michal Jedlička (florbalista)
Michal Jedlička (* 9. května 1980 Praha) je český florbalový trenér, bývalý útočník a pětinásobný mistr Česka. Jeho florbalová kariéra je spojená s kluby Tatran Střešovice a FbŠ Bohemians, ze které hrál v letech 1998 až 2013.

## Klubová kariéra

### Začátky
Jedlička začínal s florbalem kolem roku 1998 ve skupině bývalých hokejbalistů, kteří založili florbalový klub Bohemians Praha. V sezóně 1998/1999 začínali v nejnižší, v té době 5. lize. Každý rok postoupili o úroveň výš, s velkým přispěním Jedličky. V sezóně 2001/2002, ve které tým postoupil do nejvyšší soutěže, byl Jedlička nejproduktivnějším hráčem 2. ligy. V následujícím ročníku pomohl udržet tým v nejvyšší lize.
Poté přestoupil do Tatranu Střešovice, v té době dominantního týmu soutěže. Bohemians po odchodu Jedličky sestoupily a následně se sloučily s nováčkem ligy, klubem FbŠ Praha, čímž vznikl FbŠ Bohemians.

### Tatran Střešovice
V Tatranu se Jedlička hned od začátku stal nejproduktivnějším hráčem týmu a pomohl mu v prvních dvou sezónách k dalším mistrovským titulům. Většinu z třetí sezóny v Tatranu kvůli zranění nehrál. Po návratu utvořil výraznou útočnou trojici s Milanem Fridrichem a Švédem Johanem von der Pahlenem. V sezónách 2006/2007 a 2007/2008 byl nejproduktivnějším hráčem play-off a překonal historický rekord Vladimíra Fuchse 102 kanadských bodů. Tím pomohl Tatranu k dalším dvěma titulům, z toho v rozhodujícím zápase finálové série v roce 2007 dosáhl hattricku.
V roce 2009 Tatran poprvé po osmi letech ve finále prohrál. Ale již v sezóně 2009/2010 se opět stal mistrem. Jedlička vstřelil rozhodující góly v posledních dvou zápasech finálové série. Svůj historický rekord kanadského bodování navýšil až na 146 bodů, což vydrželo až do roku 2015, kdy ho překonal Milan Fridrich. Nejproduktivnějším hráčem v základní části Tatranského týmu byl ve třech sezónách po sobě mezi lety 2007 a 2009.

### FbŠ Bohemians
Na začátek sezóny 2010/2011 se domluvil na původně dočasném hostování v FbŠ Bohemians, který se právě po dvou letech v 1. lize vrátil do Extraligy, a kde již Jedlička mnoho let trénoval děti a mládež. Do Tatranu se pak ale již nevrátil.
Za Bohemians odehrál tři sezóny, ve kterých vždy bojovali v play-down o udržení v soutěži. V prvních dvou byl nejproduktivnějším hráčem týmu a v druhé sezóně 2011/2012 byl i kapitánem.

### Trenérská kariéra
Během svých posledních hráčských sezón začal v klubu působit i jako trenér dospělých. Nejdříve v sezóně 2011/2012 dovedl ženy k vicemistrovskému titulu v prvním superfinále. Později se stal i trenérem mužů. V této roli působí i po skončení hráčské kariéry. Od sezóny 2013/2014, ve které byl vyhlášen nejlepším trenérem, dovedl tým mužů vždy do play-off. V roce 2018 získal mistrovský titul s juniory Bohemians. Po dobu přerušení českých soutěží v sezóně 2020/2021 kvůli pandemii covidu-19 působil jako asistent ve finském klubu EräViikingit, kde zároveň dočasně hrálo několik českých florbalistů.
V sezóně 2022/2023 dovedl Bohemians poprvé k vítězství v Poháru Českého florbalu (a tím k účasti na novém formátu Poháru mistrů v roce 2024) a v lize poprvé postoupili do semifinále play-off. První bronzovou medaili s týmem získal v roce 2025.
Jedlička je známý svým výbušným chováním, které se projevuje i v jeho trenérském působení. Opakovaně mu byl udělen disciplinární trest. Kvůli tomu měl mimo jiné pětiměsíční zákaz účastnit se jako trenér zápasů včetně play-off v roce 2015, což obešel tím, že se zapsal na soupisku jako hráč.

## Reprezentační kariéra

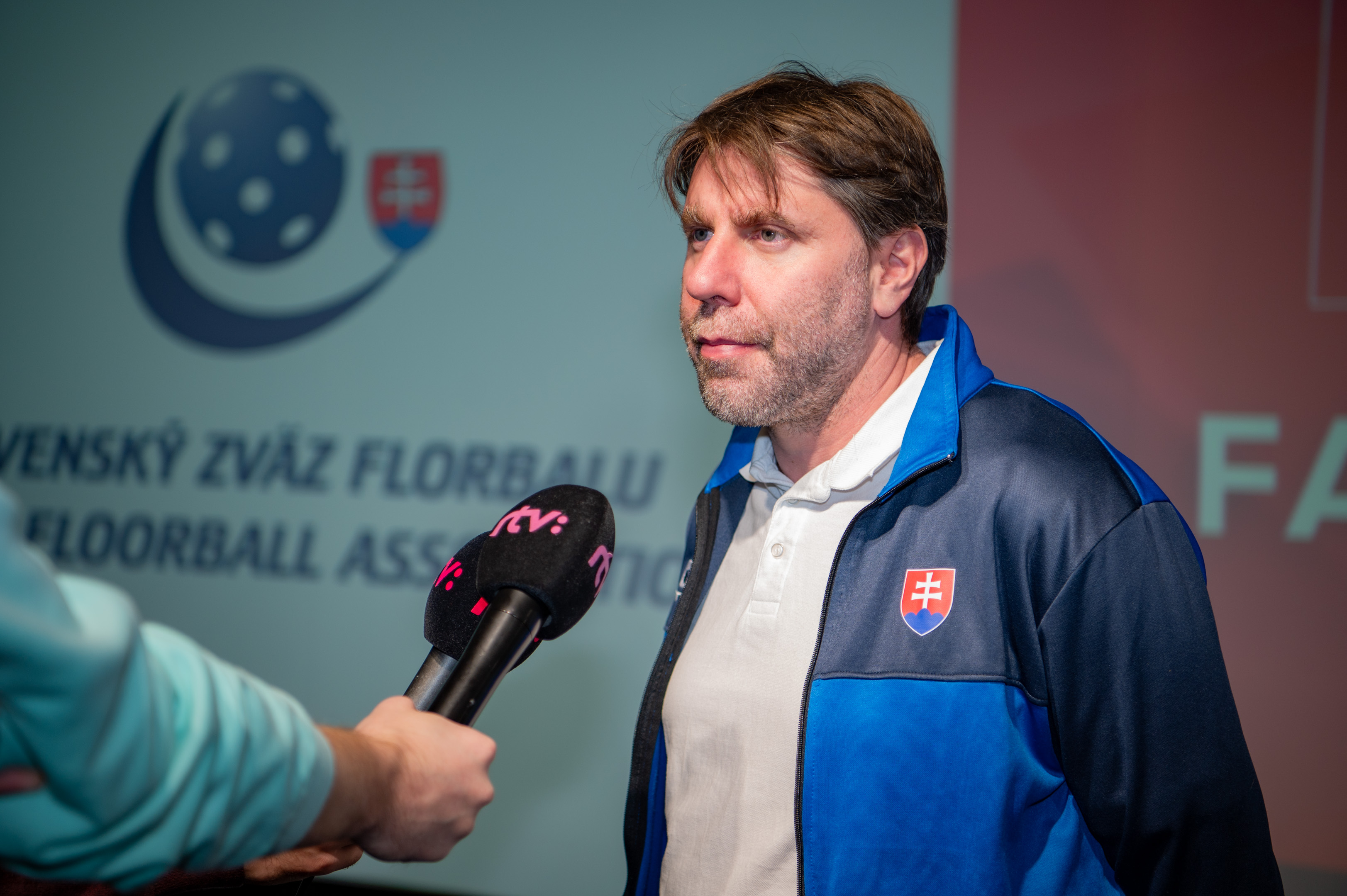
Jedlička na tiskové konferenci Slovenské ženské reprezentace před Mistrovstvím světa 2023

Jedlička se v reprezentaci zúčastnil jen několika mezinárodních zápasů a turnajů jako Euro Floorball Tour, zejména v letech 2007 a 2008. Na Mistrovství světa nehrál.
Významnější je na mezinárodním poli v roli trenéra. Na Mistrovství světa žen v roce 2013 byl členem realizačního týmu české reprezentace. Na Mistrovství světa juniorů 2015, kde Česko získalo první juniorský bronz, byl asistentem trenéra.
V roce 2016 převzal po Jaroslavu Marksovi funkci hlavního trenéra slovenské reprezentace žen. Pod jeho vedením Slovenky na Mistrovství světa v roce 2017 skončily na pátém místě, do té doby byly nejlépe osmé. Toto nejlepší umístění s nimi dorovnal i v roce 2023. Trenérem týmu zůstane i pro nadcházející šampionát v Česku v roce 2025. Slovenkám pomáhal i na mistrovství světa juniorek v letech 2021 a 2022.
| Umístění         | Soutěž                                           | Role                                    |
| ---------------- | ------------------------------------------------ | --------------------------------------- |
| Bronzová medaile | Mistrovství světa ve florbale do 19 let 2015     | asistent trenéra české reprezentace     |
| 5.               | Mistrovství světa ve florbale žen 2017           | trenér slovenské reprezentace           |
| 6.               | Mistrovství světa ve florbale žen 2019           | trenér slovenské reprezentace           |
| 7.               | Mistrovství světa ve florbale žen do 19 let 2020 | asistent trenéra slovenské reprezentace |
| 6.               | Mistrovství světa ve florbale žen 2021           | trenér slovenské reprezentace           |
| 5.               | Mistrovství světa ve florbale žen do 19 let 2022 | asistent trenéra slovenské reprezentace |
| 5.               | Mistrovství světa ve florbale žen 2023           | trenér slovenské reprezentace           |

## Osobní život
V roce 2020 se oženil s bývalou florbalovou reprezentantkou Ivetou Hyršlovou.